# Giving the World Away
Giving the World Away è il secondo album in studio della musicista australiana Hatchie, pubblicato nel 2022.

## Tracce
1. Lights On – 3:57 (Harriette Pilbeam, Joe Agius, Jorge Elbrecht)
2. This Enchanted – 3:52 (Pilbeam, Agius, Elbrecht)
3. Twin – 4:06 (Pilbeam, Agius, Tony Buchen)
4. Take My Hand – 4:16 (Pilbeam, Agius)
5. The Rhythm – 4:30 (Pilbeam, Agius, Elbrecht)
6. Quicksand – 4:12 (Pilbeam, Agius, Dan Nigro)
7. Thinking Of – 2:05 (Pilbeam, Agius, Elbrecht)
8. Giving the World Away – 4:46 (Pilbeam, Agius, Elbrecht)
9. The Key – 4:15 (Pilbeam, Agius)
10. Don't Leave Me in the Rain – 4:16 (Pilbeam, Agius)
11. Sunday Song – 3:48 (Pilbeam, Agius, Zach Fogarty)
12. Til We Run Out of Air – 5:43 (Pilbeam, Agius)